# アメリカ探偵作家クラブ
アメリカ探偵作家クラブ（アメリカたんていさっかクラブ、英 : Mystery Writers of America、略称：MWA）は、アメリカ合衆国の推理作家の団体。「アメリカ推理作家クラブ」とも訳される。ニューヨークを基点とする。1945年に、クレイトン・ロースン、アントニー・バウチャー、ローレンス・トリート、ブレット・ハリデイによって設立された。エドガー賞（MWA賞とも）を主催している。
1995年に、「史上最高のミステリー小説100冊」と題したリストを発表した。
シェイマス賞を主催するアメリカ私立探偵作家クラブ（英 : Private Eye Writers of America、略称：PWA）とは別の団体である。

## 主な会長経験のある会員
- アンソニー・バウチャー（初代会長）
- ジョン・ディクスン・カー（1949-）
- ヘレン・マクロイ（1950-）
- ジョルジュ・シムノン（1955-）
- ドロシー・ソールズベリ・デイヴィス（1956-）
- マーガレット・ミラー (1957-1958）
- レックス・スタウト (1958-）
- ジョン・D・マクドナルド（1962）
- ロス・マクドナルド（1965)
- ジョン・クリーシー（J・J・マリック）(1966-1967)
- ヒラリー・ウォー（1972-）
- ミニオン・G・エバハート
- ロバート・L・フィッシュ（1978-）
- ウィリアム・P・マッギヴァーン（1980-）
- スー・グラフトン（1994-1995）
- スチュアート・M・カミンスキー
- エドワード・D・ホック
- ジョー・ゴアズ
- マイクル・コナリー（2003-2004）

## エドガー賞
エドガー賞又はMWA賞は、アメリカ合衆国の文学賞。アメリカ探偵作家クラブによって前年にアメリカで発表されたミステリの分野の作品から選ばれる。
長編、短編などのジャンルごとの部門に加え、小説以外のテレビや映画の部門がある。アメリカの作家エドガー・アラン・ポーにちなんで命名されたこの賞の受賞者には小さなエドガー・アラン・ポーの胸像が贈られる。
この他、ロバート・L・フィッシュやエラリー・クイーン等の小説家の名を冠した部門が存在する。
作者がアメリカ探偵作家クラブの会員でなくとも受賞できるが、アメリカで出版されている必要がある。

### 作品賞
- 長編部門（1954年〜）
- 処女長編部門（1946年〜）
- 短編部門（1951年〜）
- オリジナルペーパーバック部門（1970年〜）
- 犯罪実話部門（1948年〜）
- 評論・評伝部門（1977年〜）
- ヤングアダルト部門（1989年〜）
- ジュブナイル部門（1961年〜）
- メアリー・ヒギンズ・クラーク賞（2001年〜）
- TVエピソード部門（1952年〜）
- TVシリーズ部門（1972年〜）
- 映画脚本部門（1946年〜）
- 演劇部門（1972年〜・不定期）

#### 短編賞
- 1951年：ローレンス・G・ブロックマン（英語版） "Diagnosis: Homicide" （短編集）
- 1952年：ジョン・コリア "Fancies and Goodnights" （短編集）
- 1953年：フィリップ・マクドナルド "Something to Hide" （短編集）
- 1954年：ロアルド・ダール 『あなたに似た人』（短編集）
- 1955年：スタンリイ・エリン 「パーティーの夜」
- 1956年：フィリップ・マクドナルド 「夢みるなかれ」
- 1957年：スタンリイ・エリン 「ブレッシントン計画」
- 1958年：ジェラルド・カーシュ 「壜の中の謎の手記（壜の中の手記）」
- 1959年：ウィリアム・オファレル 「その向こうは―闇（そのさきは―闇）」
- 1960年：ロアルド・ダール 「女主人」
- 1961年：ジョン・ダラム 「獣の心（虎よ）」
- 1962年：エイヴラム・デイヴィッドスン 「ラホーア兵営事件」
- 1963年：デイヴィッド・イーリィ 「ヨットクラブ」
- 1964年：レスリー・アン・ブラウンリッグ "Man Gehorcht"
- 1965年：ローレンス・トリート（英語版） 「殺人（ホミサイド）のH」
- 1966年：シャーリイ・ジャクスン 「悪の可能性」
- 1967年：リース・デイヴィス（英語版） 「選ばれたもの」
- 1968年：エドワード・D・ホック 「長方形の部屋」
- 1969年：ワーナー・ロウ 「世界を騙った男」
- 1970年：ジョー・ゴアズ（英語版） 「さらば故郷」
- 1971年：マージェリー・フィン・ブラウン 「リガの森では、けものはひときわ荒々しい」
- 1972年：ロバート・L・フィッシュ 「月下の庭師」
- 1973年：ジョイス・ハリントン 「紫色の屍衣」
- 1974年：ハーラン・エリスン 「鞭打たれた犬たちのうめき」
- 1975年：ルース・レンデル 「カーテンが降りて」
- 1976年：ジェシ・ヒル・フォード（英語版） 「留置場」
- 1977年：エタ・リーヴェス 「恐ろしい悲鳴のように」
- 1978年：トマス・ウォルシュ 「最後のチャンス」
- 1979年：バーバラ・オーエンズ（英語版） 「軒の下の雲」
- 1980年：ジェフリー・ノーマン 「拳銃所持につき危険」
- 1981年：クラーク・ハワード（英語版） 「ホーン・マン」
- 1982年：ジャック・リッチー 「エミリーがいない」
- 1983年：フレデリック・フォーサイス 「アイルランドに蛇はいない」
- 1984年：ルース・レンデル 「女ともだち」
- 1985年：ローレンス・ブロック 「夜明けの光の中に」
- 1986年：ジョン・ラッツ（英語版） 「稲妻に乗れ」
- 1987年：ロバート・サンプスン 「ピントン郡の雨」
- 1988年：ハーラン・エリスン 「ソフト・モンキー」
- 1989年：ビル・クレンショー 「映画館」
- 1990年：ドナルド・E・ウェストレイク 「悪党どもが多すぎる」
- 1991年：リン・バレット（英語版） 「エルヴィスは生きている」
- 1992年：ウェンディ・ホーンズビー 「九人の息子たち」
- 1993年：ベンジャミン・M・シュッツ 「メアリー、ドアを閉めて」
- 1994年：ローレンス・ブロック 「ケラーの治療法」
- 1995年：ダグ・アリン 「ダンシング・ベア」
- 1996年：ジーン・B・クーパー 「判事の跡継ぎ」
- 1997年：マイケル・マローン 「赤粘土の町」
- 1998年：ローレンス・ブロック 「ケラーの責任」
- 1999年：トム・フランクリン 「密猟者たち」
- 2000年：アン・ペリー 「英雄たち」
- 2001年：ピーター・ロビンスン 「ミッシング・イン・アクション」
- 2002年：S・J・ローザン 「ペテン師ディランシー」
- 2003年：レイモンド・ステイバー 「メキシカン・ギャッビー」
- 2004年：G・ミキ・ヘイデン 「メイドたち」
- 2005年：ローリー・リン・ドラモンド 「傷痕」
- 2006年：ジェイムズ・W・ホール 「隠れた条件」
- 2007年：チャールズ・アーダイ（英語版） 「銃後の守り」
- 2008年：スーザン・ストレイト（英語版） 「ゴールデン・ゴーファー」
- 2009年：T・ジェファーソン・パーカー "Skinhead Central"
- 2010年：ルイス・アルベルト・ウレア（英語版） "Amapola"
- 2011年：ダグ・アリン "The Scent of Lilacs"
- 2012年：ピーター・ターンブル 「鉄道運転士に帽子を掲げた男」
- 2013年：該当作品なし
- 2014年：ジョン・コナリー 「カクストン私設図書館」
- 2015年：ギリアン・フリン "What Do You Do?"
- 2016年：スティーヴン・キング "Obits"
- 2017年：ローレンス・ブロック "Autumn at the Automat"

#### ペーパーバック部門
- 1970年：スコット・C・S・ストーン "The Dragon's Eye"
- 1971年：ダン・J・マーロウ "Flashpoint"
- 1972年：フランク・マコーリフ 『殺し屋から愛をこめて』
- 1973年：リチャード・ワームザー "The Invader"
- 1974年：ウィル・ペリー 『四十二丁目の埋葬』
- 1975年：ロイ・ウィンザー（英語版） 『死体が歩いた』
- 1976年：ジョン・R・フィーゲル 『検屍解剖』
- 1977年：グレゴリー・マクドナルド（英語版） 『フレッチ 死体のいる迷路』
- 1978年：マイク・ヤーン "The Quark Maneuver"
- 1979年：フランクリン・バンディ 『ブラックボックス』
- 1980年：ウィリアム・L・デアンドリア（英語版） 『ホッグ連続殺人』
- 1981年：ビル・グレンジャー（英語版） 『目立ちすぎる死体』
- 1982年：L・A・モース 『オールド・ディック』
- 1983年：テリー・ホワイト 『真夜中の相棒』
- 1984年：マーガレット・トレイシー 『切り裂き魔の森』
- 1985年：モリー・コクラン & ウォーレン・マーフィー 『グランドマスター』
- 1986年：ウォーレン・マーフィー 『豚は太るか死ぬしかない』
- 1987年：ロバート・キャンベル（英語版） 『ごみ溜めの犬』
- 1988年：シャーリン・マクラム 『暗黒太陽の浮気娘』
- 1989年：ティモシー・フィンドリー（英語版） 『嘘をつく人びと』
- 1990年：キース・ピータースン（英語版） 『夏の稲妻』
- 1991年：デイヴィッド・ハンドラー 『フィッツジェラルドをめざした男』
- 1992年：トマス・アドコック（英語版） 『死を告げる絵』
- 1993年：デイナ・スタベノウ（英語版） 『白い殺意』
- 1994年：スティーヴン・ウォマック 『殴られてもブルース』
- 1995年：リザ・スコットライン（英語版） 『最後の訴え』
- 1996年：ウィリマウ・ヘファーナン（英語版） 『誘惑の巣』
- 1997年：ハーラン・コーベン 『カムバック・ヒーロー』
- 1998年：ローラ・リップマン 『チャーム・シティ』
- 1999年：リック・リオーダン 『ホンキートング・ガール』
- 2000年：ルース・バーミングハム（英語版） 『父に捧げる歌』
- 2001年：マーク・グレアム 『黒い囚人馬車』
- 2002年：ダニエル・チャヴァリア 『バイク・ガールと野郎ども』
- 2003年：T・J・マグレガー 『エヴァーグレイズに消える』
- 2004年：シルヴィア・マウルターシュ・ウォルシュ（英語版） 『死、ふたたび』
- 2005年：ドメニック・スタンズベリー 『告白』
- 2006年：ジェフリー・フォード 『ガラスのなかの少女』
- 2007年：ナオミ・ヒラハラ（英語版） 『スネークスキン三味線―庭師マス・アライ事件簿』
- 2008年：ミーガン・アボット 『暗黒街の女』
- 2009年：メグ・ガーディナー（英語版） 『チャイナ・レイク』
- 2010年：マーク・ストレンジ 『ボディブロー』
- 2011年：ロバート・ゴダード 『隠し絵の囚人』
- 2012年：ロバート・ジャクソン・ベネット（英語版） 『カンパニー・マン』
- 2013年：ベン・H・ウィンタース（英語版） 『地上最後の刑事』
- 2014年：アレックス・マーウッド 『邪悪な少女たち』
- 2015年：クリス・アバーニ（英語版） "The Secret History of Las Vegas"
- 2016年：ルー・バーニー "The Long and Faraway Gone"
- 2017年：エイドリアン・マッキンティー（英語版） "Rain Dogs"

#### ヤングアダルト部門
- 1989年：ソニア・レヴィティン "Incident at Loring Groves"
- 1990年：アラン・ファーガスン "Show Me the Evidence"
- 1991年：チャップ・リーヴァー "Mote"
- 1992年：セオドア・テイラー "The Weirdo"
- 1993年：チャップ・リーヴァー "A Little Bit Dead"
- 1994年：ジョーン・ラウリー・ニクソン "The Name of the Game Was Murder"
- 1995年：ナンシー・スプリンガー "Toughing It"
- 1996年：ロブ・マグレガー "Prophecy Rock"
- 1997年：ウィロ・デイビス・ロバーツ 「ねじれた夏」
- 1998年：ウィル・ホッブス "Ghost Canoe"
- 1999年：ナンシー・ワーリン 「危険ないとこ」
- 2000年：ヴィヴィアン・ヴァンデ・ヴェルデ "Never Trust a Dead Man"
- 2001年：エレン・マリー・アルフィン "Counterfeit Son"
- 2002年：ティム・ウィン＝ジョーンズ "The Boy in the Burning House"
- 2003年：ダニエル・パーカー "The Wessex Papers, Vols. 1-3"
- 2004年：グラム・マクナミー 「アクセラレイション シリアルキラーの手帖」
- 2005年：ドロシー・フーブラー&トーマス・フーブラー "In Darkness, Death"
- 2006年：ジョン・ファインスタイン 「ラスト・ショット」
- 2007年：ロビン・メロー・マックレディ "Buried"
- 2008年：テッド・アーノルド "Rat Life"
- 2009年：ジョン・グリーン 「ペーパータウン」
- 2010年：ピーター・エイブラハムズ "Reality Check"
- 2011年：チャーリー・プライス "The Interrogation of Gabriel James"
- 2012年：ダンディ・デイリー・マコール 「沈黙の殺人者」
- 2013年：エリザベス・ウェイン 「コードネーム・ヴェリティ 」
- 2014年：アナベル・ピッチャー  「ケチャップ・シンドローム」
- 2015年：James Klise "The Art of Secrets"
- 2016年：Mindy McGinnis "A Madness So Discreet"
- 2017年：Monica Hesse "Girl in the Blue Coat"
- 2018年：ジェイソン・レナルズ「エレベーター」
- 2019年：コートニー・サマーズ「ローンガール・ハードボイルド」
- 2020年：Naomi Kritzer "Catfishing on CatNet"
- 2021年：Katie Alender "The Companion"
- 2022年：アンジェライン・ブーリー 「真実に捧げる祈り」
- 2023年：June Hur "The Red Palace"
- 2024年：エイプリル・ヘンリー "Girl Forgotten"
- 2025年：Natalie D. Richards "49 Miles Alone "

#### ジュブナイル部門
- 1961年：フィリス・A・ホイットニー 「のろわれた沼の秘密」
- 1962年：エドワード・フェントン 「ゆうれいのでる農場」
- 1963年：スコット・コルベット "Cutlass Island"
- 1964年：フィリス・A・ホイットニー "Mystery of the Hidden Hand"
- 1965年：マルセラ・ツーム "Mystery at Crane's Landing"
- 1966年：レオン・ウェア[注 1] 「恐怖の第22次航海」
- 1967年：キン・プラット "Sinbad and Me"
- 1968年：グレッチェン・スプレイグ "Signpost to Terror"
- 1969年：ヴァージニア・ハミルトン "The House of Dies Drear"
- 1970年：ウィニフレッド・フィンレイ 「危険なかくれが」
- 1971年：ジョン・ロウ・タウンゼンド 「アーノルドのはげしい夏」
- 1972年：ジョーン・エイキン 「暗闇にうかぶ顔」
- 1973年：ロブ・ホワイト 「マデックの罠」
- 1974年：ジェイ・ベネット 「黒いコートの秘密」
- 1975年：ジェイ・ベネット 「たったひとりの証人」
- 1976年：ロバート・C・オブライエン 「死のかげの谷間」
- 1977年：リチャード・ペック 「レイプの街」
- 1978年：エロイーズ・ジャーヴィス・マグロー "A Really Weird Summer"
- 1979年：デーナ・ブルッキンズ 「ウルフ谷の兄弟」
- 1980年：ジョーン・ラウリー・ニクソン 「クリスティーナの誘拐」
- 1981年：ジョーン・ラウリー・ニクソン "The Seance"
- 1982年：ノーマ・フォックス・メイザー "Taking Terri Mueller"
- 1983年：ロビー・ブランスカム 「だれが、ぼくの犬を殺したか」
- 1984年：シンシア・ヴォイト "The Callender Papers"
- 1985年：フィリス・レイノルズ・ネイラー "Night Cry"
- 1986年：パトリシア・ウィンザー "The Sandman's Eyes"
- 1987年：ジョーン・ラウリー・ニクソン "The Other Side of Dark"
- 1988年：スーザン・シュリーブ "Lucy Forever and Miss Rosetree, Shrinks"
- 1989年：ウィロ・デイビス・ロバーツ "Megan's Island"
- 1990年：受賞作なし
- 1991年：パム・コンラッド 「ふたりのゾーイ」
- 1992年：ベッツイ・バイアーズ "Wanted...Mud Blossom"
- 1993年：イヴ・バンティング "Coffin on a Case!"
- 1994年：バーバラ・ブルックス・ウォレス "The Twin in the Tavern"
- 1995年：ウィロ・デイビス・ロバーツ "The Absolutely True Story..How I Visited Yellowstone Park with the Terrible Rubes"
- 1996年：ナンシー・スプリンガー "Looking for Jamie Bridger"
- 1997年：ドロシー・レイノルズ・ミラー "The Clearing"
- 1998年：バーバラ・ブルックス・ウォレス "Sparrows in the Scullery"
- 1999年：ウェンデリン・ヴァン・ドラーネン 「少女探偵サミー・キーズとホテル泥棒」
- 2000年：エリザベス・マクデヴィッド・ジョーンズ "The Night Flyers"
- 2001年：フランシス・オラーク・ドーウェル "Dovey Coe"
- 2002年：リリアン・エイジ "Dangling"
- 2003年：ヘレン・エリクソン "Harriet Spies Again"
- 2004年：フィリス・レイノルズ・ネイラー "Bernie Magruder & the Bats in the Belfry"
- 2005年：ブルー・バリエット 「フェルメールの暗号」
- 2006年：D. James Smith "The Boys of San Joaquin"
- 2007年：アンドリュー・クレメンツ "Room One: A Mystery or Two"
- 2008年：キャサリン・マーシュ 「ぼくは夜に旅をする」
- 2009年：トニー・アボット "The Postcard"
- 2010年：メアリー・ダウニング・ハーン "Closed for the Season"
- 2011年：ドリー・ヒルスタッド・バトラー 「消えた少年のひみつ」
- 2012年：マシュー・カービー "Icefall"
- 2013年：Jack D. Ferraiolo "The Quick Fix"
- 2014年：Amy Timberlake "One Came Home"
- 2015年：ケイト・ミルフォード 「雪の夜は小さなホテルで謎解きを」
- 2016年：Susan Vaught "Footer Davis Probably is Crazy"
- 2017年：ウェスリー・キング 「ぼくはO・C・ダニエル」
- 2018年：James Ponti "Vanished!"
- 2019年：ピート・ハウトマン 「きみのいた森で」
- 2020年：Susan Vaught "Me and Sam-Sam Handle the Apocalypse"
- 2021年：Elizabeth C. Bunce "Premeditated Myrtle"
- 2022年：Christina Diaz Gonzalez "Concealed"
- 2023年：Marthe Jocelyn "Aggie Morton Mystery Queen: The Seaside Corpse"
- 2024年：Adrianna Cuevast "The Ghosts of Rancho Espanto"
- 2025年：マーガレット・ピーターソン・ハディックス "The Stolen Key"

#### メアリー・ヒギンズ・クラーク賞
メアリー・ヒギンズ・クラーク賞は、「サスペンスの女王」として知られた作家、メアリ・H・クラークに因んで創設された。主人公が若い女性であること、その女性の日常が突然冒されることなど、クラークが7つのガイドラインを定めている。
- 2001年：バーバラ・ダマート（英語版） "Authorized Personnel Only"
- 2002年：ジュディス・ケルマン "Summer of Storms"
- 2003年：ローズ・コナーズ（英語版） 『霧のとばり』
- 2004年：M・K・プレストン 『陽炎の匂い』
- 2005年：ロシェル・メジャー・クリッヒ（英語版） "Grave Endings"
- 2006年：カレン・ハーパー（英語版） "Dark Angel"
- 2007年：フィオナ・マウンテン "Bloodline"
- 2008年：サンディ・オールト "Wild Indigo"
- 2009年：ビル・フロイド 『ニーナの記憶』
- 2010年：S・J・ボルトン 『毒の目覚め』
- 2011年：エリー・グリフィス（英語版） "The Crossing Places"
- 2012年：サラ・J・ヘンリー "Learning to Swim"
- 2013年：ハンク・フィリッピ・ライアン（英語版） "The Other Woman"
- 2014年：ジェニー・ミルヒマン "Cover of Snow"
- 2015年：ジェーン・ケーシー（英語版） "The Stranger You Know"
- 2016年：ローリー・レーダー＝デイ "Little Pretty Things"
- 2017年：チャールズ・トッド（英語版） "The Shattered Tree"

#### 映画脚本部門
- 1946年：Murder, My Sweet – ジョン・パクストン（英語版）
- 1947年：『殺人者』 – アンソニー・ヴェイラー
- 1948年：『十字砲火』 – ジョン・パクストン
- 1949年：『出獄』 – Jerome Cady (死後受賞), Jay Dratler, Leonard Hoffman, Quentin Reynolds
- 1950年：『窓』 - メル・ディネリ（英語版）; コーネル・ウールリッチ
- 1951年：『アスファルト・ジャングル』 – ベン・マドウ（英語版）
- 1952年：『探偵物語』 – マイケル・ウィルソン
- 1953年：『五本の指』 – マイケル・ウィルソン; オットー・ラング（英語版）
- 1954年：『復讐は俺に任せろ』 – シドニー・ボーム（英語版）
- 1955年：『裏窓』 – ジョン・マイケル・ヘイズ（英語版）
- 1956年：『必死の逃亡者』 – ジョセフ・ヘイズ（英語版）
- 1957年：該当作品なし
- 1958年：『十二人の怒れる男』 – レジナルド・ローズ
- 1959年：『手錠のまゝの脱獄』 – ネイサン・E・ダグラス（英語版）; ハロルド・ジェイコブ・スミス（英語版）
- 1960年：『北北西に進路を取れ』 – アーネスト・レーマン
- 1961年：『サイコ』 – ジョセフ・ステファノ
- 1962年：『回転』 – ウィリアム・アーチボルド（英語版）; トルーマン・カポーティ
- 1963年：該当作品なし
- 1964年：『シャレード』 – ピーター・ストーン（英語版）
- 1965年：『ふるえて眠れ』 – ヘンリー・ファレル（英語版）; ルーカス・ヘラー（英語版）
- 1966年：『寒い国から帰ったスパイ』 – ポール・デーン（英語版）; ガイ・トロスパー（英語版）
- 1967年：『動く標的』 – ウィリアム・ゴールドマン
- 1968年：『夜の大捜査線』 – スターリング・シリファント
- 1969年：『ブリット』 – ハリー・クライナー（英語版）; アラン・R・トラストマン（英語版）
- 1970年：『Z』 – コスタ＝ガヴラス; ホルヘ・センプルン
- 1971年：『殺人捜査』 – エリオ・ペトリ; ウーゴ・ピッロ（英語版）
- 1972年：『フレンチ・コネクション』 – アーネスト・タイディマン（英語版）
- 1973年：『探偵スルース』 – アンソニー・シェーファー
- 1974年：『シーラ号の謎』 – アンソニー・パーキンス; スティーヴン・ソンドハイム
- 1975年：『チャイナタウン』 – ロバート・タウン
- 1976年：『コンドル』 – デヴィッド・レイフィール; ロレンツォ・センプル・ジュニア
- 1977年：『ファミリー・プロット』 – アーネスト・レーマン
- 1978年：The Late Show – ロバート・ベントン
- 1979年：『マジック』 – ウィリアム・ゴールドマン
- 1980年：『大列車強盗』 – マイケル・クライトン
- 1981年：『ブラックマーブル（英語版）』 – ジョゼフ・ウォンボー
- 1982年：Cutter's Way – Jeffrey Alan Fiskin
- 1983年：The Long Good Friday – Barrie Keeffe
- 1984年：『ゴーリキー・パーク』 – デニス・ポッター（英語版）
- 1985年：『ソルジャー・ストーリー』 – チャールズ・フラー（英語版）
- 1986年：『刑事ジョン・ブック 目撃者』 – William Kelley, アール・W・ウォレス（英語版）
- 1987年：『サムシング・ワイルド』 – E. Max Frye
- 1988年：『張り込み』 – ジム・カウフ（英語版）
- 1989年：The Thin Blue Line – Errol Morris
- 1990年：『ヘザース/ベロニカの熱い日』 – ダニエル・ウォーターズ
- 1991年：『グリフターズ/詐欺師たち』 – ドナルド・E・ウェストレイク
- 1992年：『羊たちの沈黙』 – テッド・タリー
- 1993年：『ザ・プレイヤー』 – マイケル・トルキン（英語版）
- 1994年：『フォーリング・ダウン』 – エブ・ロー・スミス（英語版）
- 1995年：『パルプ・フィクション』 – クエンティン・タランティーノ
- 1996年：『ユージュアル・サスペクツ』 – クリストファー・マッカリー
- 1997年：『スリング・ブレイド』 – ビリー・ボブ・ソーントン
- 1998年：『L.A.コンフィデンシャル』 – カーティス・ハンソン; ブライアン・ヘルゲランド
- 1999年：『アウト・オブ・サイト』 – スコット・フランク (脚本); エルモア・レナード (小説)
- 2000年：『ロック、ストック&トゥー・スモーキング・バレルズ』 – ガイ・リッチー (脚本)
- 2001年：『トラフィック』 – スティーヴン・ギャガン (脚本); サイモン・ムーア (作家)（英語版） (オリジナル ミニシリーズ)
- 2002年：『メメント』 – クリストファー・ノーラン
- 2003年：『シカゴ』 – ビル・コンドン
- 2004年：『堕天使のパスポート』 – スティーヴン・ナイト
- 2005年：『ロング・エンゲージメント』 – ジャン＝ピエール・ジュネ (脚本); セバスチアン・ジャプリゾ (小説)
- 2006年：『シリアナ』 – スティーヴン・ギャガン (脚本); ロバート・ベア (著書)
- 2007年：『ディパーテッド』 – ウィリアム・モナハン
- 2008年：『フィクサー』 – トニー・ギルロイ
- 2009年：『ヒットマンズ・レクイエム』 – マーティン・マクドナー
- 2010年：該当作品なし

### 名誉賞・功労賞等
巨匠賞 (The Grand Master Award)
生涯に渡って推理小説に貢献し、良質の作品を多数発表した作家に対して与えられる賞。この賞は、1955年にアガサ・クリスティが受賞したのを皮切りに、1978年まで不定期に行われた。1979年からは、毎年1名が受賞している（2009年のみ、2名が受賞）。
大鴉賞 (The Raven Award)
作家以外で、ミステリーのジャンルに貢献した人に与えられる。
ロバート・L・フィッシュ賞 (The Robert L. Fish Memorial Award)
1984年から。アメリカの処女短編ミステリー小説の作者に与えられる。
エラリー・クイーン賞 (The Ellery Queen Award)

#### 歴代の巨匠賞
| 1950年代 | 1950年代                                  | 1960年代 | 1960年代                                                   | 1970年代 | 1970年代                                                      | 1980年代 | 1980年代                           | 1990年代 | 1990年代                    |
| 年       | 受賞者                                    | 年       | 受賞者                                                     | 年       | 受賞者                                                        | 年       | 受賞者                             | 年       | 受賞者                      |
| -------- | ----------------------------------------- | -------- | ---------------------------------------------------------- | -------- | ------------------------------------------------------------- | -------- | ---------------------------------- | -------- | --------------------------- |
|          |                                           | 1960     | -                                                          | 1970     | ジェームズ・M・ケイン                                         | 1980     | W・R・バーネット                   | 1990     | ヘレン・マクロイ            |
|          |                                           | 1961     | エラリー・クイーン                                         | 1971     | ミニョン・G・エバハート                                       | 1981     | スタンリイ・エリン                 | 1991     | トニイ・ヒラーマン          |
|          |                                           | 1962     | E・S・ガードナー                                           | 1972     | ジョン・D・マクドナルド                                       | 1982     | ジュリアン・シモンズ               | 1992     | エルモア・レナード          |
|          |                                           | 1963     | ジョン・ディクスン・カー                                   | 1973     | ジャドスン・フィリップス アルフレッド・ヒッチコック           | 1983     | マーガレット・ミラー               | 1993     | ドナルド・E・ウェストレイク |
|          |                                           | 1964     | ジョージ・ハーモン・コックス                               | 1974     | ロス・マクドナルド                                            | 1984     | ジョン・ル・カレ                   | 1994     | ローレンス・ブロック        |
| 1955     | アガサ・クリスティ                        | 1965     | -                                                          | 1975     | エリック・アンブラー                                          | 1985     | ドロシー・ソールズベリ・デイヴィス | 1995     | ミッキー・スピレイン        |
| 1956     | -                                         | 1966     | ジョルジュ・シムノン                                       | 1976     | グレアム・グリーン                                            | 1986     | エド・マクベイン                   | 1996     | ディック・フランシス        |
| 1957     | -                                         | 1967     | ベイナード・ケンドリック                                   | 1977     | -                                                             | 1987     | マイケル・ギルバート               | 1997     | ルース・レンデル            |
| 1958     | ヴィンセント・スターレット                | 1968     | -                                                          | 1978     | ダフニ・デュ・モーリエ ドロシー・B・ヒューズ ナイオ・マーシュ | 1988     | フィリス・A・ホイットニー          | 1998     | エリザベス・ピーターズ      |
| 1959     | レックス・スタウト                        | 1969     | ジョン・クリーシー                                         | 1979     | アーロン・マーク・スタイン                                    | 1989     | ヒラリー・ウォー                   | 1999     | P・D・ジェイムズ            |
| 2000年代 | 2000年代                                  | 2010年代 | 2010年代                                                   | 2020年代 | 2020年代                                                      |          |                                    |          |                             |
| 年       | 受賞者                                    | 年       | 受賞者                                                     | 年       | 受賞者                                                        |          |                                    |          |                             |
| 2000     | メアリ・H・クラーク                       | 2010     | ドロシー・ギルマン                                         | 2020     | バーバラ・ニーリー                                            |          |                                    |          |                             |
| 2001     | エドワード・D・ホック                     | 2011     | サラ・パレツキー                                           | 2021     | シャーレイン・ハリス ジェフリー・ディーヴァー                 |          |                                    |          |                             |
| 2002     | ロバート・B・パーカー                     | 2012     | マーサ・グライムズ                                         | 2022     | ローリー・R・キング                                           |          |                                    |          |                             |
| 2003     | アイラ・レヴィン                          | 2013     | ケン・フォレット マーガレット・マロン                      | 2023     | マイクル・コナリー ジョアン・フルーク                         |          |                                    |          |                             |
| 2004     | ジョゼフ・ウォンボー                      | 2014     | ロバート・クレイス キャロリン・G・ハート                   |          |                                                               |          |                                    |          |                             |
| 2005     | マーシャ・ミュラー                        | 2015     | ロイス・ダンカン ジェイムズ・エルロイ                      |          |                                                               |          |                                    |          |                             |
| 2006     | スチュアート・M・カミンスキー             | 2016     | ウォルター・モズリイ                                       |          |                                                               |          |                                    |          |                             |
| 2007     | スティーヴン・キング                      | 2017     | マックス・アラン・コリンズ                                 |          |                                                               |          |                                    |          |                             |
| 2008     | ビル・プロンジーニ                        | 2018     | ジェーン・ラングトン ウィリアム・リンク ピーター・ラヴゼイ |          |                                                               |          |                                    |          |                             |
| 2009     | ジェイムズ・リー・バーク スー・グラフトン | 2019     | マーティン・クルーズ・スミス                               |          |                                                               |          |                                    |          |                             |

## 日本への影響
受賞作の多くは日本で出版され、その際に宣伝として賞の名前が使用されている。
また日本人作家の作品として、2004年に桐野夏生の『OUT』が、2012年に東野圭吾の『容疑者Xの献身』がそれぞれエドガー賞長編賞に、2018年に湊かなえの『贖罪』がエドガー賞ペーパーバック部門にノミネートされた。2019年には竹内康浩の評論「マークＸ　誰がハック・フィンの父親を殺したか」がエドガー賞評論部門にノミネートされた。

## アメリカ探偵作家クラブ傑作選
- 1946年からはじまった、MWAの会員が編者をつとめる、テーマ別アンソロジー
- 日本では以下が東京創元社から刊行

1. アメリカ探偵作家クラブ傑作選〈第1-2〉 本国：1958-1959年刊 日本：1962年刊

- 日本では以下がハヤカワミステリ文庫から刊行

1. あの手この手の犯罪　ロバート・L・フィッシュ編 本国：1975年刊、日本：1982年刊
2. レディのたくらみ　 ミシェル・スラング編
3. 眠れぬ夜の愉しみ　 ハロルド・Q・マスア編
4. 犯行現場へ急げ  ジョン・ボール編
5. 殺人心理学 上下 ルーシー・フリーマン編
6. エドガー賞全集 ビル・プロンジーニ編
7. 密室大集合　エドワード・D・ホック編
8. スペシャリストと犯罪  ローレンス・トリート編
9. 犯罪こそわが人生　ブライアン・ガーフィールド編
10. 愉快な結末　グレゴリー・マクドナルド編
11. ショウほど素敵な犯罪はない メアリ・ヒギンズ クラーク編
12. 遠い国の犯罪　ヤンウィレム・ヴァン・デ・ウェテリンク編
13. 動物たちは共犯者　サラ・パレツキー編
14. 新エドガー賞全集　マーティン・H・グリーンバーグ編
15. エドガー賞全集:1990-2007 （注）日本での独自編集

- 日本では以下がサンリオから刊行

1. 私は目撃者―MWAアメリカ探偵作家協会アンソロジー ブライアン・ガーフィールド 編 日本、1979年